# بويو بويو (لعبة فيديو)
بويو بويو (باليابانية: ぷよぷよ ؛ بالإنجليزية: Puyo Puyo) هي لعبة فيديو من النوع سقوط القطع الأحجية تم تطويرها كومبيل و صدارها في عام 1991 لـ إم إس إكس 2 منذ إنشائها و كذلك هي أول لعبة من سلسلة بويو بويو.
تم استخدام شخصيات من لعبة مادو مونوجاتاري.من قبل مبتكر لعبة نفسه ، الذي استوحى إلهامه من عناصر معينة من سلسلة ألعاب تتريس ودكتور ماريو .

## وصلات خارجية
- بويو بويو (لعبة فيديو) على موقع القائمة القاتلة لألعاب الفيديو
- Hardcore Gaming 101 - Puyo Puyo Details the entirety of the series and all of its spinoffs